# 小樽市民会館
小樽市民会館（おたるしみんかいかん）は、北海道小樽市にある文化施設。

## 概要
1963年（昭和38年）、小樽公園に開館した。各種演奏会・講演会などに利用されているほか、小樽市の成人式を開催している。

## 施設
「小樽市民会館 各階平面図」参照
- ホール
- 展示ホール
- ホワイエ
- 楽屋1号・2号・3号・シャワー室・更衣室
- 1号室・2号室・3号室・4号室・5号室・6号室・7号室・8号室・9号室・10号室・11号室・12号室
- 談話室1号・2号
- 和室1号室・2号室
- 事務室・応接室・館長室・警備員室・清掃員室
- ピアノ庫・照明器具庫・物品庫・器具庫
- 小樽市民食堂（運営：山上菊池商店）[5]

## 参考資料
- “小樽市民会館条例”. 小樽市例規集.  小樽市. 2017年9月1日閲覧。
- “小樽市民会館条例施行規則”. 小樽市例規集.   小樽市. 2017年9月1日閲覧。